# 웨더비 (영화)
웨더비 또는 웨더바이(Wetherby)는 영국에서 제작된 데이비드 헤어 감독의 1985년 드라마 영화이다. 바네사 레드그레이브 등이 주연으로 출연하였고 시몬 렐프 등이 제작에 참여하였다.
베를린 국제 영화제에서 황금곰상을 받았다.

## 출연

### 주연
- 바네사 레드그레이브
- 이안 홈

### 조연
- 주디 덴치
- 스튜어트 윌슨
- 팀 멕네니
- 수잔나 해밀턴
- 톰 윌킨슨
- 마저리 예이츠

## 제작진
- 협력프로듀서: 팻시 폴락
- 미술: 헤이든 그리핀
- 의상: 제인 그린우드
- 의상: 린디 헤밍